# Мон Долан
Мон Долан (на френски: Mont Dolent) е връх в масива Монблан в Алпите. Той не е така известен заради височината си (3823 м) или заради вида си, макар да е скалист и внушителен, а заради факта, че се намира там, където се срещат три от най-важните алпийски страни – Франция, Италия и Швейцария. В действителност границите се срещат на около сто метра на северозапад, което не пречи върхът да се свързва с това кръстовище. Издига се на повече от 300 м над билото и има четири стени за алпинизъм. Изкачен е за първи път от Едуард Уимпър и Антъни Райли, заедно с трима местни водачи (между които известният Мишел Кро) на 9 юли 1864 г. Те постигат това откъм Италия, а и до днес това е най-честият маршрут за достигане на върха.